# 崎谷健次郎
崎谷 健次郎（さきや けんじろう、Kenjiro Sakiya、1962年12月30日 - ）は、日本のシンガーソングライター・音楽プロデューサーである。
1985年に作曲家としてスタートを切り、1987年に「思いがけないSITUATION」で歌手デビュー。映画音楽、劇伴も手掛け、キーボード、ピアノを中心に演奏するマルチプレイヤーである。代表曲に「もう一度夜を止めて」があり、斉藤由貴「夢の中へ」、中山美穂「これからのI Love You」などのヒットで知られている。海外では、「涙が君を忘れない」はフィリピンで「Babalik Kang Muli」 の名でヒット。台湾など中華圏ではインスト曲「RAGTIME ON THE RAG」
も親しまれている。

## 来歴

### 幼少・青年期
1962年
広島県福山市に生まれる。
1965年 - 1971年
3歳のころ、米軍キャンプでジャズ修行をしていた父の影響下でピアノを弾き始める。小学生のころ、父の手解きで、クラシック、ジャズ、カントリー、デューク・エリントンから服部良一など様々なジャンルのピアノ演奏を教わる。
1972年 - 1977年
10歳のころ、ラジオから流れてくる洋楽に興味をもち作曲を始める。中学生のころ、吹奏楽部に所属しながらクラシック・ピアノも始め、コピーバンドを組む。1975年、福山市立東小学校卒業、福山市立中央中学校入学。
1978年 - 1980年
広島県立松永高等学校に進学する。ラヴェル、ストラヴィンスキーなど近代クラシックに目覚め、テクノ、ディスコ、パンク、ニュー・ウェイヴにも親しみつつ、オリジナル・バンド活動を行う。『福山市民憲章歌作曲コンクール』では優勝し、才覚を現わし始めた。芦田川をイメージした「流れによせる歌」（唄：芹洋子、EP キングレコード NCS-1177）は、福山市民の歌として祭典などで歌い継がれている。

### バンド・VIZION 時代
1981年 - 1983年
日本大学芸術学部音楽学科に進学し、在学中に『VIZION（ビジョン）』を結成した。MTRと生演奏をシンクロさせたライブを考案したことで注目され、崎谷はヴォーカル、キーボード、作曲を担当するなどリーダーとして中心的役割を果たす。バンドには、有賀啓雄、松本晃彦が在籍していた。崎谷がヴォーカルを本格的に取り組む意思を固める。尚、日本大学はVIZION結成後の数ヶ月後に中退している。

### サポート・キーボーディスト 時代
1983年
VIZIONの1st.アルバム『サイカティック・キューブ』がリバスターレコードよりリリースされる。VIZIONとしては本作のみの発表に止まっている。また、キーボードプレイヤーとして活躍の場を広げ始める。あんべ光俊、郷ひろみ、SALON MUSIC、山下久美子などの様々なアーティストのサポート・キーボーディストを担当する。オフコースはライヴ・リハーサルに参加していたが、音楽性の相違から早々に辞退している。また、音楽雑誌記者もしていた。

### 作曲家デビュー
1985年
5月、作曲家としてデビュー。最初の提供曲は稲垣潤一 「the Rule Of Love」である。提供する際のデモテープは、多重録音を施したほぼ完全パッケージに仕上げていた。その後、髙橋真梨子、永井龍雲などのメジャーレコード・シンガーへの楽曲提供が続く。
1986年
彩恵津子、斉藤由貴、中村あゆみなど多くのシンガーやアイドルへの楽曲を提供している。また同時期、シンガーとしてのデビューが決定する。

### シンガーソングライター・SEE-SAW / PONY CANYON 時代
1987年
3月にシングル「思いがけないSITUATION」（映画『いとしのエリー』主題歌）でポニーキャニオンよりソロデビュー。6月、デビューアルバム『DIFFERENCE』を発表した。当初、崎谷が収録を予定していた「もう一度夜を止めて」がシチズン「LIGHT HOUSE」TVCFイメージソングへのタイアップが決定し、10月にシングルとして発売した。その結果、次のアルバムのコンセプトに合わせるため、崎谷自身がシングルとは異なる編曲でrequestとして収録することとなった。
1988年
3月、2nd.アルバム『Realism』をリリースし、オリコンチャートで12位を記録した。4月、中村由真にシングル「千年の涙」を提供。6月、渡米し、ニューヨークでハウスミュージックに出会う。当時の雑誌やラジオで「新しい時代のロックのようなもの」と語られたハウスミュージックの影響は、7月に英語詞の12インチシングル「THIS TIME」、10月にシングル「風を抱きしめて」の直後のリリースに表現されている。
1989年
4月、アメリカで学んだハウスミュージックを取り入れた自他への作品群を同時発表する。プロデュースした斉藤由貴のシングル「夢の中へ」は井上陽水の1973年作品のカバーで、オリコンチャート2位、売上枚数40万枚を記録した。斉藤由貴のアルバム『âge』では全曲の作曲・編曲・演奏・コーラスのサウンドおよびヴィジュアルプロデュースをした。前掲のシングル曲を含まないアルバムながら、オリコンチャートでは4位を記録している。崎谷自身もシングル「I Wanna Dance」をリリース。シングル曲を含めたアルバム『KISS OF LIFE』でも、ハウスミュージックやクラブサウンドを取り込んでいる。11月にリリースしたシングル「Because Of Love」は直接的にこの流れを汲まないオーケストラによるクラシック調のバラードで、オービックのTVCFソングとして数年間オンエアされた。
1990年
3月にシングル「さよならも言わずに」、4月にアルバム『ただ一度だけの永遠』」をリリース。前作とは打って変わって生楽器をフィーチャーし、イギリスのロイヤルフィルハーモニックオーケストラと共演する。公式ファンクラブ『Crescent』の活動が本格化する。10月には両A面シングル「きみのために僕がいる」/「夜のない一日」を発表した。結婚をテーマにした前者はM&F住販のTVCFイメージソングとなり、後者は山田洋行ライトヴィジョン制作映画『マドンナのごとく』の主題歌となった。また、プライベート・スタジオを「文子」と命名する。これは、崎谷が「美しい」と敬愛する映画女優・若尾文子に由来する。
1991年
2月、中山美穂に提供したシングル「これからのI Love You」はオリコンチャート3位を記録した。3月、苗場プリンスホテルで開催された稲垣潤一コンサートに参加。また、シングル「孤独の標的」をリリースし、カップリングの「25:00の嵐」は東映Vシネマ『ブラックプリンセス2 炎の標的』の主題歌となった。4月にシングル曲のリミックスを収録したアルバムは、「両価感情」をテーマ・タイトルにした『ambivalence』を発表した。また、デビュー以前から親交があった音楽プロデューサー武部聡志を介して知り合ったKATSUMI、楠瀬とは、コーラスユニット"adam"を結成。6月にシングル「ONE THOUSAND KISSES」、7月にリミックスアルバム『SAKIYA REMIXED WORKS vol.1 夏』をリリース。12月にリリースしたシングル「涙が君を忘れない」は、東映映画『江戸城大乱』の主題歌となった。
1992年
1月にアルバム『BOTANY OF LOVE』をリリース。「愛を育む」をテーマに、全編コンピュータを駆使したほぼ全曲を作詞・作曲・編曲する。ミッシェル・ポルナレフの「シェリーに口づけ」を日本人アーティストで初めて原語カバーした。6月に発表された谷村有美のシングル「ときめきをBelieve」をプロデュースし、作曲・編曲・コーラスで参加。TBS系教養番組『日立 世界・ふしぎ発見!』のエンディングテーマ、アニメ『アルスラーン戦記II』の主題歌ともなって、オリコンチャート14位を記録した。7月には自身初の作詞・作曲・編曲を手がけたシングル「HEAVENLY SKY」をリリースし、ニッポン放送のショウアップナイターのイメージソングとしてオンエアされた。10月にも同様に手がけたシングル「CHEERS!TOKYO」をリリース。11月には、平松愛理、尾崎亜美とともにスペシャルユニット“HIRA^O SAKI”を名乗り、シングルおよびオムニバスアルバム『My Best Friends』を発表した。
1993年
7月にシングル「泣かなくてもいい」をリリース。8月、講談社ティーンズコミック誌『Kiss』創刊1周年と連動したコンサート「Kiss Scene '93 by Love Songs」を東京・大阪にて開催した。9月にアルバム『HOLIDAYS』をリリース。「大人の休日」をテーマにしたというが、崎谷本人によれば「失恋の痛手を癒すために作ったアルバム」との事。
1994年
5月にシングル「ROOMS」をリリース。丸井提供のフジテレビ深夜番組『OI Tokyo taste 〜 Rooms』のエンディングテーマとして4月からオンエアされた。11月にリリースしたラテンリズムがベースの「遅すぎると僕は思えない」には、初のクリスマスソング「誰のために雪は降る」をカップリングしている。同月リリースのアルバム『delicate』は、デビュー作品以来となる秋元康とのコラボレーション制作で、日常や人生の「泣き」をテーマにした繊細なポップスに仕上がった。
1995年
9月にシングル「抱きしめたい」ではヒップホップ風アレンジに初挑戦、11月にはクラシック色の強い初のインストゥルメンタルアルバム『MY GRAFFITI』をリリースした。これは日本テレビ系のドラマ『たたかうお嫁さま』のサウンドトラックで、主題歌を歌う松任谷由実の「輪舞曲」のオーケストラバージョンが収められている。
1996年
区麗情に提供した「彼はあなたじゃない」がミニ・バラードアルバム『翡翠の指輪-Jade Ring-』に収録された。制作は崎谷が区の歌声に感動したことがきっかけで、前年9月に提供した「地図にない明日」は、テレビ朝日系テレビドラマ『土曜ワイド劇場』「真夏のセレクション」のエンディングテーマにもなった。北海道富良野市で初めて開催される「新富良野プリンスホテルチャペルコンサート（富良野チャペルコンサート）」は、2003年まで毎年参加することとなった。
1997年
4月に両A面シングル「Domani / Oggi」をリリースする。これは、小学館が創刊した「Domani」「Oggi」の2つの同名の“雑誌イメージソング”で、その先駆けとなった。また、NHK総合テレビの情報番組『スタジオパークからこんにちは』のオープニング・エンディングテーマソングを担当し、8月にシングル「GET STARTED」がリリースされた。
1998年
デビュー以来のポニーキャニオンを離れ、自主レーベルでの活動へ移る。前年の岩男潤子に続いて櫻井智などの声優兼歌手への曲提供も手がけ始める。以降、豊嶋真千子、氷上恭子、水谷優子などに楽曲提供している。

### シンガーソングライター・MOONLIGHTING 時代
1999年
2月に公式ホームページ「moonlighting」を開設する。3月に公式ファンクラブ「Crescent」を閉じ、4月に新たに「moonlighting」を発足させる。10月にマキシシングル「Love is... beautiful」をリリース。全曲の制作、演奏を自身が行った。また、SONIC DOVE名義での音楽制作活動を開始する。テレビドラマ『天然少女萬NEXT-横浜百夜篇』出演女優企画ユニット天然少女EXの同タイトルアルバム制作では、音楽プロデューサーを務め、K@TANA（のちのテクノユニットcapsuleの中田ヤスタカ）の提供楽曲を協同編曲している。2008年までに天然少女EX、京田未歩、Kazami、K.、酒井法子、近江知永などの楽曲制作に携わる。
2000年
楽曲提供、ライヴ活動を展開する。7月、以前よりファンから強く要望されていたオルゴールアルバム『KENJIRO SAKIYA HAND MADE MUSIC BOX "BRIDAL EDITION"』を発表し、10月、東京・ON AIR EAST公演で収録したライヴアルバム『KENJIRO SAKIYA 2000.10.21,22 KARUIZAWA "LIMITED EDITION"』をファンクラブ限定で発売する。11月、ピアノ・インストゥルメンタルアルバム『SAKIYA PLAYS HIS SONGS / piano instrumental "PIANISM"』をリリースする。また、5周年を記念してリリースされたオムニバスアルバム『富良野チャペルコンサート』に参加した。
2001年
11月、7年ぶりのアルバムとなる『SOUL ARCHEOLOGY』をリリースした。12月には東京・大阪・名古屋にてライヴツアー「SOUL ARCHEOLOGY」を開催し、23・24日に「富良野チャペルコンサート」を行った。
2002年
春、オリジナルアルバム制作を計画するものの、秋に一時中止を発表する。「Silent Night」などを含んだクリスマスソングアルバムをファンクラブ限定発売する。前年に初演した斉藤由貴と七瀬なつみの舞台『メーリングドラマ フレンズ Mail@Drama.』に出演する。なお2004年にも再演された。
2003年
3月に古巣ポニーキャニオンからベストアルバム『KENJIRO SAKIYA COMPLETE BEST Love Ballads』をリリース。16曲を崎谷自身とファン投票により選んでいるが、「もう一度夜を止めて」はオリジナルアレンジが、「Tomorrow」は映画『東京原発』の主題歌として初めて収録された。7月には東京・大阪・名古屋にてライヴツアー「LOVE BALLADS」を開催した。12月にはライヴツアー「COVER SONGS/ANTHOLOGY」を開催した。また、「O Christmas Tree」などをカバーしたクリスマスソングアルバムをファンクラブ限定発売する。
2004年 - 2005年
1月、喉頭疾患の治療に専念するため、一切のライブ活動を休止。映画音楽制作、楽曲提供を中心に活動する。6月に酒井法子に提供したシングル「天下無敵の愛」は、TBS系ドラマ『愛の劇場』オープニングテーマとして、斉藤由貴作詞による13年ぶりの作品となった。また、人気を博していたテレビ朝日系のテレビ娯楽番組『いきなり!黄金伝説。』での「1ヶ月1万円節約生活」調理時の挿入曲に、1997年発表の「Rag Time On The Rag」が起用された。
2006年
2月、公式ホームページ「moonlighting」を閉鎖し、新たに「KenjiroSakiya.com」を開設した。3月に公式ファンクラブ「moonlighting」を閉じ、4月に公式メールマガジン「K-PRESS」を創刊した。これは、ライヴ活動休止の長期化に伴う情報発信の措置であった。また、11月28日に日本テレビ系のオーディション番組『歌スタ!!』に「ウタイビトハンター」（作家審査員）として初登場した。12月に「ウタイビト」（歌手志願者）2人をキープし、デビューに向けてプロデュース活動する。その後もほぼレギュラー出演となり、2010年3月の番組終了まで続くこととなった。
2007年
1月に東京・南青山マンダラでの「Expression」ライヴにて歌手活動を再開した。なお、券発売に際しては予約が殺到したことから、前年12月に東京タワーClub333にて「Club333 Thursday's concert」を無料開催した。全国から往年のファンが詰めかけた。7月、オーディション番組『歌スタ!!』でキープした「ウタイビト」に楽曲を提供してプレゼンを行う。11月、東京で「Expression vol.2〜Encore〜」と題してライヴを追加開催した。
2008年
6月に東京・大阪・福岡にて、ライヴツアー「Expression vol.3〜June Breeze〜」を行った。未発売の新曲「Perfect Day」「宙の鈴〜ソラノスズ〜」を初披露した。7月、クリスタル・ケイに提供した東宝映画『劇場版ポケットモンスター ダイヤモンド&パール ギラティナと氷空の花束 シェイミ』主題歌「ONE」がオリコン週間チャート25位を記録した。オーディション番組『歌スタ!!』において、ファッション雑誌『ピチレモン』との連動企画からデビューした少女4人組（裏ピチモ）ユニット・フルーツに共同プロデュースした「恋のセゾン」を発表。オリコン週間チャート29位を記録している。
2009年
1月、オーディション番組『歌スタ!!』でキープした成田圭の3月デビューとプロデュースが決まる。3月、成田のデビュー・シングル「Blind bird」がオリコンデイリーチャート34位で初登場。ネームサインをアルファベットから漢字に改める。7月、ポニーキャニオンが運営するダウンロードサイト「CD-COCKEE」において、3rd.アルバム『KISS OF LIFE』が月間1位、ベストアルバム『SAKIYA REMIXED WORKS vol.1 夏』が同3位を獲得した。11月にポニーキャニオンからベストアルバム『崎谷健次郎 BEST COLLECTION』をリリース。アルバム未収録シングル4曲、コラボレート・シングル「My Best Friends」、インストゥルメンタル曲の「Rag Time On the Rag」を含めた16曲を初収録している。

### シンガーソングライター・IMPRESSION / UNIVERSAL MUSIC 時代
2010年
1月、オーディション番組『歌スタ!!』でキープした「ウタイビト」2人のデビューに向けてのプロデュース活動を行い、翌々月に提供した楽曲でプレゼンを行う。4月、リュ・シウォンに提供した表題曲「麗〜ULALA〜」を含むアルバムがオリコンデイリーチャート2位、同週間チャート5位を記録。公式ファンクラブ「LUNCH TIME CAFÉ」を発足させる。5月、東京にて、コンサート「PIANOIR（ピアノワール）」を開催。ピアノインストゥルメンタルアルバム『PIANOIR 〜Sakiya plays his songs〜』を発表した。6月、4ヶ月に亘るオリジナルアルバム制作が終盤を迎え、自主レーベル・BARBIZONを立ち上げる。7月、日本テレビ『NNNストレイトニュース』ウェザーテーマ7-9月度に「Perfect Day」が起用される。東京・渋谷JZ Bratにて、ファンクラブ発足後初のファン・ミーティング「LUNCH TIME CAFÉ LIVE 〜1ST MEETING IN SUMMER〜」を全曲ファン投票選曲での弾き語りし、直後にコンサート「PIANOIR 〜COVER SONGS〜」を開催。8月、23年ぶりにリアレンジした「もう一度夜を止めて（2010ver.）」と「RESCUE」を配信開始。公式ホームページをリニューアルする。9月、9年ぶりのメジャーレーベルアルバム『PIECE OF DREAMS』をユニバーサル・ミュージックから発売。東京タワーの「Club333 Wednesday Live」にて、アルバムリリース記念ライブを無料開催した。10月、大阪・名古屋・東京・福岡・広島・福山にてライヴツアー「PIECE OF DREAMS」を開催。12月、初のクリスマスソングミニアルバム『Christmas Day 〜Deluxe edition〜』を期間限定で通信販売。また、東京にて、クラシカル編成のコンサート「Acoustic X'mas! with Strings」、ファン・ミーティング「PIANOIR 〜Noel Edition〜」の弾き語りライヴを行った。
2011年
2月、KATSUMIとの新プロジェクトを始動させることを発表。「今までにない新しいスタイルのライブ」 であることを後に明らかにする。5月、初の配信限定シングル「すべて、ひとつの愛に」、ポニーキャニオンからベストアルバム『崎谷健次郎 GOLDEN☆BEST』を発表。また、東京にて、ファン・ミーティングとライヴ「【FEEL GOOD】UP NUMBER NIGHT」を開催し、ピアノインストゥルメンタルアルバム『BOSSA DRIVE』を発表する。7月、東京にて、ポップスと恋愛詩で綴るポエトリーリーディング・ライヴ「【TIMES】〜featuring KATSUMI〜」をKATSUMIと共演。1970〜1980年代の洋楽から選んだ名曲の訳詩を朗読で味わい、演奏を聴いて楽しむというスタイルを起ち上げた。また、共演記念洋楽カヴァーアルバム『COVERS 〜FOR TIMES〜』を会場限定で発売したところ、即日完売。翌月に追加公演が決定する。8月、オリジナルアルバムの制作を開始。9月、公式メールマガジン「K-PRESS」を23日〜25日の連休に3日連続で発行・配信した。10月、大阪にて、「【TIMES】」をKATSUMIと再演。11月、クリスマスソングアルバム『The Christmas Song』を発表する。前年のミニアルバムを拡充させたメジャーレーベルアルバムとなった。また、アルバムジャケット撮影地となった東京・パークホテル東京ではファン・ミーティングライヴを開催した。12月、大阪、名古屋、東京にてアルバム収録に参加したヴァイオリン奏者・須磨和声との編成によるライヴツアー「“The Christmas Song”& 年忘れUP NUMBER NIGHT」を開催した。
2012年
2月、東京・南青山マンダラで開催する作詞家・松井五郎のプロデュースライヴ「Goro Matsui SONG BOOKS vol.2」に安部恭弘・井上昌己と出演。井上とは、提供曲「神様のミステイク」で初共演する。4月、東京・パークホテル東京にて「ART colours Live2012 vol.1 “SPRING 〜絵と君と〜”」を開催し、オルゴールアルバム『KENJIRO SAKIYA MUSIC BOX vol.1 〜pastel spring〜』を同時発表する。これは、同ホテルが初めて主催し、日本の四季をテーマにした伝統画材による絵画や書を展示する2012年度春季『ART colours vol.1「春色の墨」』展（3月26日〜5月26日、25階アトリウムで開催）とのコラボレーション企画である。以降、夏季・秋季・冬季の「ART colours」展に合わせてライヴを開催した。また、翌月には芸術作品に囲まれた天空の市場「BON! BON! PARC MARCHE」に初参加するなどパークホテル東京での活動が多い一年となった。5月、他アーティスト提供曲や新曲を披露する「Feel the Breeze 〜Friday night special〜」ライヴを、ヴァイオリン奏者・須磨和声の参加を得て、東京・大阪・名古屋にて開催する。7月、パークホテル東京にて「ART colours Live2012 vol.2 “〜夏の午后〜”」を開催。『ART colours vol.2「RYOMI（涼味）」』展（6月11日〜8月31日開催）との連動企画第2弾で、バックトラックにピアノを乗せたインストゥルメンタルアルバム『Summer Afternoon 〜backtrack & piano〜』を同日発表した。8月、2回目のパークホテル東京「BON! BON! PARC MARCHE」では「もう一度夜を止めて」を披露。依頼曲編曲、シングル曲の制作を行う。9月、「ART colours」展書き下ろしイメージピアノ曲「Art of Life」（←未収録曲）をパークホテル東京公式サイトに発表。10月、ユニバーサルミュージック・アーティストサイトに崎谷のページが開設。日本テレビ『NNNストレイトニュース』ウェザーテーマ10-11月度に新曲「Fine after rain〜雨のち晴れ〜」の起用が決定、先行配信される。パークホテル東京での「ART colours Live2012 vol.3 “〜Autumn Moon〜”」は、『ART colours vol.3「月ノカホリ」』展（9月17日〜11月25日開催）との併催。11月、多くのラジオ番組に出演。リュ・シウォンに提供した表題曲「Season〜君がいる景色の中で〜」を含むアルバムがオリコンデイリーチャート9位、同週間チャート20位を記録した。12月、歌手デビュー25周年記念マキシシングル「Starting point」をリリース。東京タワーの「Club333 Wednesday Live」にてシングルリリース・ライヴを無料開催した。また、シングル収録に参加した須磨を帯同したライヴツアー「Kenjiro Sakiya〜25th Anniversary〜 Single Release Live」を東京・大阪にて開催。記念パンフレットを同時発行し、付録の『25周年PREMIUM LIVE CD』は、非売品ながら崎谷自身初のライヴアルバムとなった。
2013年
1月、名古屋にて「崎谷健次郎〜2013NEW YEAR'S LIVE〜」を開催した。2月、東京・パークホテル東京にて「ART colours Live2013 vol.4 “〜Sweet Valentine〜”」を開催、同ホテル主催の『ART colours vol.4「汐留晩餐会」』展（2012年12月8日〜2013年2月24日開催）とのコラボレーション企画第4弾であった。6月、東京・芝パークホテル別館Bar Fifteenにて、ファンクラブ会員限定の「Fanclub Members Party Lunch time Cafe 〜TEA PARTY & LIVE〜」を開催し、新曲を披露。7月、2年がかりで制作してきたフルオリジナルアルバムの音源が完成する。9月、公式ホームページをリニューアルし、アルバム表題曲のプロモーションビデオを公開。10月、12年ぶりのアルバム『五線譜のメッセージ』を発売し、オリコンデイリーチャート38位を発売初日に記録した。同アルバム表題曲は、日本テレビ『徳井と後藤と麗しのSHELLYが今夜くらべてみました』エンディングテーマに、収録曲の「Starting point」はTBSテレビ『噂の!東京マガジン』エンディングテーマに起用される。また、東京タワーにて「Club333 Wednesday Live 〜アルバム発売記念ライブ〜」を無料開催。11月、前月末から大阪・名古屋・東京にて「2013崎谷健次郎アルバム発売記念ツアー〜五線譜のメッセージ〜」を開催。12月、クリスマスライブ「崎谷健次郎〜Precious X'mas〜」を開催。
2014年
1月、大阪にて「『五線譜のメッセージ』2014 Deluxe Edition」を開催。4月、東京・パークホテル東京にて「ART colours Live2014 vol.5 “〜Blossom〜”」を開催した。また、同ホテルがアーティストを一定期間滞在しながら作品制作させる、「アーティスト・イン・ホテル」に招聘された秋葉生白、竹ノ内直紀、阿部清子の各作品メイキングムービーに音楽参加した。7月、ファンクラブ限定企画「崎谷健次郎と巡る京都世界遺産バス観光」を開催。8月、東京にて、初めての音楽セミナーとなる『崎谷健次郎MUSICセミナー〜ウナギのタレ〜（以下、崎谷MUSICセミナー）』を開催。10月、マキシシングル「いつまでも〜Life In The Universe〜」を発売。日本テレビ『NNNストレイトニュース』ウェザーテーマ10-12月期としてタイアップが決定し、東京タワーでの「Club333 Wednesday Live 〜releaseミニライブ〜」の無料開催を皮切りに、年末までに横浜・東京・大阪・東京の全5か所でライブを行った。
2015年
4月、東京・パークホテル東京にて「ART colours Live vol.7“〜春の如く〜 It might as well be spring”」ライヴを開催し、会場限定アルバム『春の如く〜It might as well be spring〜』を同時発売した。BS日テレ『片岡愛之助の解明!歴史捜査』のテーマ曲と挿入曲を担当した。5月、CS日テレG+『GIANTSプレゲームショー』『GIANTSポストゲームショー』のオープニングテーマ曲「It's Show Time!」、『陸上ダイアモンドリーグ2015』のテーマ曲「APOLLON」を提供し、日テレサイトなどで配信を開始した。6月、ポニーキャニオンよりベストアルバム『プラチナムベスト 崎谷健次郎〜Mellow Groove Collection〜』をリリース。7月、翌月にかけてベストアルバムに因んだライブを横浜・名古屋・京都で開催。8月、配信限定アルバム『BS日テレ「片岡愛之助の解明!歴史捜査」オリジナル・サウンドトラック』を発売した。10月、テレビアニメ『ルパン三世』の音楽を手掛けてきた大野雄二の30年ぶり新シリーズ作品『ルパン三世 PART IV オリジナル・サウンドトラック〜ITALIANO』に作詞で2曲参加する。12月、前年に開催した『崎谷MUSICセミナー〜ウナギのタレ〜Vol.1・2』を名古屋、大阪にて行い、東京では新たにVol.3「日本のポップスの成り立ちからこの先の行方〜音のオノマトペ〜」と、初めての作曲ワークショップ「プロの作曲家になる方法〜入門編・曲の作り方、プロの作曲とは」を開催。
2016年
2月、東京にて『崎谷MUSICセミナー〜ウナギのタレ〜vol.4・5』「シンガーソングライターが語る「声のはなし」」を開催し、3か月後には大阪でも講演する。4月、崎谷主宰の完全プロ志向音楽塾「ベルムジーク」 を始動させた。ライヴツアー「Brand New Season 2016」では、新曲、DJプレイ、ピアノとシンセサイザーの同時演奏が初披露された。5月、ツアーは名古屋・大阪へと続いた。8月、京都にてツアー最終日を迎える。『崎谷MUSICセミナー〜ウナギのタレ〜vol.6・7』を東京にて開催する。10月には大阪・名古屋でも開かれた。自作アクセサリーブランド「モンナトリエS」 を起ち上げる。12月、クリスマスコンサート「Precious Winter 2016〜JOYEUX NOEL〜」が名古屋・大阪・東京で行われた。
2017年
1月、前年初頭から制作されたニューアルバムのボーカル録音を行う。4月、東京でファンミーティングを行った。5月、『崎谷MUSICセミナー〜ウナギのタレ〜』Vol.8〈自身の楽曲解説と影響を受けた音楽（第2回）〉・Vol.9〈歌が上手くなる、声が良くなるセミナー（その2）〉が大阪・名古屋・東京にて開催。7月、ニューアルバム発売について公式ホームページで発表。9月、デビュー30周年記念アルバム『SIGNS』をリリース。発売日には、東京タワーclub333で記念ライヴを行う。翌月にかけて、大阪・名古屋・東京でツアーを展開した。10～12月、MUSICセミナー〜ウナギのタレ〜』Vol.10〈SIGNSの楽曲解説）Vol.11（他アーティスト提供楽曲の作曲技法やエピソード）を名古屋・大阪・東京にて開催。
11月、ラジオ公開生放送に出演。12月、パークホテル東京にて「Christmasi Time2017」でライヴを開催。
2018年
1月、京都・本能寺でファンミーティング、都雅都雅にて「New Year's Live」で年を明ける。4月、1st.アルバム『DIFFERENCE』リマスター音源の配信開始。5月、1st.アルバム『DIFFERENCE』のリマスター復刻限定盤を発売した。初回盤9曲の他、前述のように本来収録予定だった「もう一度夜を止めて(Single version)」、2nd.シングルのみに収録されていた「瓶の中の少年（NO STRINGS VERSION）」、フェアライトで制作されたデモ音源の「Morning Light」をボーナストラックとして加え、12曲を収録した。連動ライブ「DIFFERENCE 2018～Look back over the past～」が東京・大阪・名古屋で開催された。また、ポニーキャニオン時代のオリジナルアルバム8タイトルがリマスター音源化され、ハイレゾ配信と同時リリースされた。6月、他ミュージシャンが参加する、別人格プロジェクトと呼ぶ音楽制作を開始する。7月、ファンクラブミーティング、プライベートミニライブ＆カフェを開催。8月、プライベート・アクセサリーブランド『モンナトリエS』の展示会を東京・銀座にて開催する。9月、京都にてファンミーティング、ライヴ「DIFFERENCE 2018 Special live in kyoto」を行う。別人格プロジェクトの録音動画をSNSで公開する。10月、復刻限定盤が好評につき、大阪・名古屋・東京での「DIFFERENCE 2018～Encore～」が追加公演され、当時のセットリストでデビュー・コンサートが再現された。11月、洋楽カヴァーアルバム『COVERSⅡ～FOR TIMES～』を発売。2011年発売初回盤4曲に、KATSUMIとのデュエットによる中島みゆきの曲「糸」を初収録した。東京・パークホテル東京にて「PARK NIGHT Live KENJIRO SAKIYA「Sparkly Xmas」」を開催。
2019年
1月、ラジオに出演する。2nd.アルバムのリマスター復刻盤『Realism〜Anthology〜』発売が公式ホームページで公表される。初回盤11曲の他、新曲「愛がくれるもの」（歌唱曲、器楽曲）、VIZIONの曲「Somebody's Watching You〜誰かが君を見つめてる〜」、12inch.シングル「THIS TIME」「THE RIGHT BEAT」、3rd.シングル「もう一度夜を止めて」英詞版の「IF EVER YOU FALL」の6曲が増補された。4月、「愛がくれるもの」が日本テレビ『NNNストレイトニュース』ウェザーテーマ4-6月期に起用される。5月、『Realism〜Anthology〜』をリリース。ファンクラブサイトを起ち上げる。6月、ラジオ番組に多数出演し、翌月にかけてのライブツアー「Realism〜Anthology〜Tour」を、東京・大阪・名古屋・京都で開催する。7月、初めて訪ねる街での企画ライヴ「Thanks!Acoustic LIVE in HIMEJI」を兵庫・姫路にて行う。9月、ポエトリーリーディング・ライヴ「【TIMES 2019】」を東京・京都にて8年振りに開催。11月、ライブツアー「Best of Sakiya s songs」を東京・大阪・名古屋にて開催。12月、東京・パークホテル東京にて「VERY-MERRY-CHRISTMAS」ライヴを行う。
2020年
1月、東京にてライヴ「Green Side Live 2020 〜vocal & piano〜」を開催。2月、京都にて「Live in Kyoto 〜Vocal & Piano〜」を開催する。4月、翌月から東京・大阪・名古屋で開催予定の「Electric Day! Tour」、6月に広島で開催予定の「【TIMES 2020】」が新型コロナウィルス（COVID-19）感染症拡大に伴って中止発表される。これを契機として、動画サイトに公式チャンネル「YOU TUBE 崎谷健次郎公式チャンネルimpression」が開設され、代替イベントとして「五線譜のメッセージ」を皮切りに過去のライヴ映像を配信することとなった。以降、デビュー以後の曲目が多数追加され、これまで貧弱であった楽曲の視聴鑑賞が格段に改善された。また、本人登場番組「崎谷健次郎のやってみようよ～you can do it～」が毎週土曜に設定され、ファン・ミーティング等のオンライン交流が深められることとなった。7月、『崎谷MUSICセミナー〜ウナギのタレ〜』「AORを話そう」が初のオンラインセミナーとなった。8月、初のオンラインライヴ「VOCAL & PIANO in Summer 〜Minami Aoyama Mandala〜」を開催。10月、「VOCAL & PIANO 〜Halloween Night〜」ライヴをオンライン開催した。12月、初の大晦日年越しオンラインライヴ「NEW YEAR Count Down Live 2020-2021」を行う。これら３つのオンラインライヴはDVD化され、崎谷にとって舞台を除けば初のライヴDVDとなった。また、過去のライヴ「会場限定CD」4タイトルを再版し、一般通販された。
2021年
2月、新感染症COVID-19への緊急事態宣言発出により、予定していたオンラインライブ「VOCAL & PIANO 〜Home Valentine〜 Minami Aoyama Mandala〜」を会場感染症対策のために中止する。ユニバーサル・ミュージック発売のオリジナルアルバム収録曲がストリーミングを解禁される。5月、ラジオに出演する。6月、動画公式チャンネルにてミニ・ライヴを配信。11月、ポニーキャニオン発売の楽曲がストリーミングを解禁される。
2022年
1月、アメーバブログ「崎谷健次郎のYOU CAN MAKE IT〜うまくいくさ〜」を開始する。これに伴い、公式サイトのブログは更新されなくなる。2～3月、ライヴツアー「35th Year TIME TO START」を東京・名古屋・大阪にて開催し、オンライン同時配信する。8～9月、「35th Summer ballads piano」ライヴを東京・京都にて開催。初回は29年ぶりにオリジナルアルバムを発表した中江有里がゲスト出演し、提供楽曲「コントレール」を共演した。10/26ソロデビュー前に組んでいたバンドVIZIONの1st.アルバム『PSYCHOTIC CUBE』をリメイクしたニューアルバム『VISION』が発売決定。

## 人物

### キャラクター
- 趣味はプラモデル製作。
- ソロデビュー当時、秋元康が崎谷に付けたキャッチコピーは「SAKIYAは、憂鬱だ。」。

### 音楽性
クラシックからジャズ、ロック、パンク、テクノ、ハウス、ヒップホップミュージックなど幅広い音楽から影響を受け、創作活動している。特に近世後代のクラシックに学んだ音楽コードが曲展開に特徴を与えており、質の高いモダン・ポップス、分かりやすい楽曲の良さには定評がある。
楽曲制作にあたっては、年を経ても再び聴けるような愛があって丁寧で心にしみるようなもの、時代的なセンスと普遍的な要素を重ね合わせたもの、“時代性と普遍性のバランスを追求する”という姿勢である。
低い話し声とは対照的に高音の歌声は“ベルベット・ヴォイス”と形容されたこともあり、歌詞の終わりに抑揚をつけて伸ばす歌い方は‘崎谷節'とも呼ばれている。
音楽家として評価する歌手・奏者・作家も少なくなく、山下達郎、松任谷由実、槇原敬之、亀田誠治（東京事変）大江千里、朝妻一郎、武部聡志、米良美一、安部恭弘、KATSUMI、斉藤由貴、谷村有美、種ともこ、かとうれいこ、松田悟志、渡辺格 などが敬意を示している。
1980年代当時数億円以上で流通していた日本国内では希少な最高級機材シンクラヴィアを使用するアーティストであり、崎谷以外では小室哲哉、久保田利伸、加山雄三、松任谷正隆らがシンクラヴィアを使用している。

### コンサート・イベント
1987年に東京・インクスティック芝浦ファクトリーで初コンサート。小学館の女性ファッション誌『CanCam』と連動して開催された。以降ほぼ毎年、東京、大阪、名古屋のコンサート・ホールを中心に、札幌、仙台、広島、福岡、沖縄で行う。
1990年代の冬の苗場スキー場でライヴを行っている際は、キャッチコピーのエピソードを話して観客の笑いを誘い、夏の軽井沢リゾート地でライヴを行っている際は、MCで語り、ゲストと踊りまくり、度重なるアンコールにも応えていた。
1994年、全国各地のJFN系列FM局への出演とともにミニ・ライヴを開催した。
1996年、北海道・新富良野プリンスホテルチャペルコンサート（富良野チャペルコンサート）でジョイント公演参加に始まって、ソロコンサートを2003年までの毎年開催した。
1997年以降はライヴハウスを中心に活動を展開。
2004年に喉を患って活動休止。
2007年の活動再開後は感極まる場面もあった。
2007年から飲食を伴う会場も使用するようになっている。
イベントは、1990年代から2000年代にかけて、ファン・ミーティングとしてファンクラブ会員に限定して開催されてきた。ホールの他、発表作品に関連して軽井沢、小淵沢などの避暑地でライヴを伴うことが多かった。2014年以降、毎夏京都でのファン・ミーティングが恒例化している。

2014年には音楽セミナーなどのライヴを伴わない新企画が初めて開催された。

### ファンクラブ・ウェブサイト・メールマガジン・プライベートブランド
- 1988年 - 1999年 Crescent 公式ファンクラブ・クレセント
- 1999年 - 2006年 moonlighting 公式ファンクラブ・ムーンライティング
- 1999年 - 2006年 moonlighting 公式ホームページ・ムーンライティング
- 2006年 - KenjiroSakiya.com 公式ホームページ・サキヤケンジロウ・ドットコム
- 2006年 - K-PRESS 公式ホームページメールマガジン・ケー・プレス
- 2010年 - LUNCH TIME CAFÉ 公式ファンクラブ・ランチタイムカフェ
- 2016年 - Belle Musique 主宰完全プロ志向音楽塾・ベル・ムジーク
- 2016年 - Mon atelier S　プライベートアクセサリーブランド・モンナトリエ・エス

## ディスコグラフィー
- シングルは通算25作品で、オリジナル・シングル24点、コラボレートシングル1点がある。
- アルバムは通算91作品で、オリジナル・アルバム12点、カバー・アルバム4点、ベスト・アルバム5点、インストゥルメンタル・アルバム8点、ライブ・アルバム1点、オムニバス・アルバム52点を数える。
- その他、DVD1作品、書籍は写真集2点がある。

## メディア出演

### ラジオ
- 崎谷健次郎のクレッセント・クラブ
- FM802『LOVE OVERTIME』（1991年）- 月間番組担当。
- Kiss-FM KOBE『MIDNIGHT Kiss PART 2』（1997年）- 番組担当。
- KATSUMI、平松愛理の担当番組の代役も務めたことがある。
- TBSラジオ『あなたへモーニングコール』- ゲスト出演（2003年7月4日、2010年9月3日）。
- エフエムふくやま『おはようときめきタイム』「ベストヒットミュージアム」（2010年）- アルバム特集コメント出演（9月14日）。
- RADIO LOVEAT『美鈴のひるらぶ』（2010年）- 電話ゲスト出演（9月17日、12月10日）、コメント出演（11月5日）。
- エフエム青森『docomo sonic』- 電話ゲスト出演（2010年9月25日、2011年11月19日）。
- ニッポン放送『中村こずえのみんなでニッポン日曜日!』- ゲスト出演（2010年9月26日、2012年12月2日）。
- FM PiPi『柏本圭二郎のとりあえず、生!』（2010年）- 電話ゲスト出演（9月29日、12月8日）。
- ラジオ日本『ぼくらのレジェンド』（2010年）- 月間番組担当（10月3日、10日、17日、24日）。
- FMおのみち『潮風スタジオ79.4』（2010年）- 電話ゲスト出演（10月20日）。
- ラジオ日本『夏木ゆたかのホッと歌謡曲』（2010年）- スタジオ生演奏（10月21日）。
- ラジオ日本『ミュージックパワーステーション』（2010年）- ゲスト出演（10月28日）、「誰のために雪は降る」紹介（12月9日）。
- 東海ラジオ『黒田治のラジオランデブー』- ゲスト出演（2010年10月31日、11月7日、14日、2011年11月27日、12月4日、11日、2012年11月4日、11日、18日、25日）。
- エフエムふくやま「耳より情報」（2010年）-コメント出演（11月1日）。
- RADIO LOVEAT / エフエム岡崎『メガワールドTOP HITS』（2010年）- コメント出演（11月6日）。
- 東海ラジオ『TV Game Radions V3』（2010年）- ゲスト出演（11月6日）。
- エフエム世田谷『小山ジャネット愛子Joyful』（2010年）- ゲスト出演（11月14日）。
- かずさエフエム『Cross the Tokyo Bay club333』（2010年）- 9月1日東京タワーライブ録音放送（12月1日）。
- FM NACK5『ACCESS TO YOU』（2010年）- スタジオアルシェ公開ゲスト出演（12月5日）。
- ラジオ日本『坂井隆夫のほのぼの歌謡曲』（2010年）- ゲスト出演（12月8日）。
- ラジオ日本『新曲EXPRESS!』（2010年）- 「誰のために雪は降る」紹介（12月8日）。
- レインボータウンFM（大江戸放送局）『Music Delivery DX 〜しあわせの種〜』（2010年）- レインボータウン木場スタジオ公開ゲスト出演（12月18日）。
- FM AZUR、BAY WAVE、FMいずみ、ラジオ石巻、FM-POCO、FM愛's、エフエム太郎、FMうらら、エフエム世田谷、かわさきFM、FMやまと、RADIO AGATT、ラジオたかおか、City-FM、エフエムとなみ、なぎさステーション、FMみっきい、green pocket、シティエフエム都城、KZOO『染谷恵二と園田綾香のViva!スポルト』（2010年）- インタビューゲスト（12月20日 - 26日）
- ミュージックバード系列コミュニティFM33局ネット『KATSUMI・ユメルのJump to the 90's』（2011年）- ゲスト出演（1月9日）。
- FMわっち『わっちナイトサファリ』（2011年）- 電話ゲスト出演（5月13日）。
- NACK5『夕焼けシャトル』- スタジオアルシェ公開ゲスト出演（2011年5月18日、12月6日、2012年12月3日、2013年10月9日）。
- RKB毎日放送『鈴木康博のメインストリートをつっ走れ！』（2011年）- ゲスト出演（6月18日）。
- FM PiPi『柏本圭二郎のぬばたま』- 電話ゲスト出演（2011年11月10日、2012年5月10日、12月6日）。
- FMたちかわ『Radi-esta』（2011年）- アレアサテライトスタジオ公開ゲスト出演（11月15日）。
- ラジオ日本『阿部真里の興味しんしん』（2011年）- ゲスト出演（11月22日、29日）。
- Suono Dolce（スオノドルチェ）『Tokyo After6』（2011年）- ゲスト出演（11月28日）。
- FM横浜『The Breeze』（2011年）- ゲスト出演（12月22日）。
- 東海ラジオ『兵藤ゆきのハッピーにゆきね〜!』- ゲスト出演（2011年12月24日、2012年12月8日）。
- ニッポン放送『中村こずえのみんなでニッポン日曜日!』- ゲスト出演（2012年12月2日、2014年12月21日、2015年6月28日、2017年9月10日予定←系列8局のみ）。
- 東海ラジオ『TOKYO UPSIDE STATION』- ゲスト出演（2012年12月5日、2013年10月23日）。
- ラジオ日本『ヨコハマ・ラジアンヌスタイル』- 横浜サテライトスタジオ公開ゲスト出演（2012年12月11日）、ゲスト出演（2014年12月15日）。
- Suono Dolce 『Cafe Dejuener（カフェ・デジュネ）』- ゲスト出演（2013年1月18日、9月27日、2014年10月10日、2015年7月24日）。
- TOKYO FM『KIRIN BEER "GoodLuck" LIVE』（2013年）- 公開ゲスト出演（9月28日）。
- NACK5『石井聖子とpoco rit』（2013年）- ゲスト出演（10月21日）。
- エフエム世田谷『アフタヌーンパラダイス』- ゲスト出演（2013年10月14日、2017年10月2日、2018年4月9日、2022年2月23日）、公開生放送、代役パーソナリティー（2017年11月20日）。
- FM PiPi『keiZiroのぬばたまZ』（2013年）- 電話ゲスト出演（10月24日）。
- ミュージックバード系列コミュニティFM43局ネット『スーパーステーション!井上昌己のPrecious Moment』（2013年）- ゲスト出演（11月17日）。
- FM PORT『PORT Tasting Music』（2013年）- コメントナビゲート（11月29日）。
- FM PORT『PORT SOUND MARKET』（2013年）- アルバム『The Christmas Song』特集（12月14日）。
- ラジオ大阪『スパメン!』（2014年）- ゲスト出演（1月14日）。
- NACK5『ABCタイム』（2013年）- ゲスト出演（10月21日）。
- FM GENKI『気まぐれ日曜日』- ゲスト出演（2014年11月2日「いつまでも〜崎谷健次郎すぺしゃる」、2017年9月3日「30周年記念アルバム発売直前〜崎谷健次郎SIGNSすぺしゃる」）
- エフエム大阪『コロッケのNEVER GIVE UP!』（2014年）- ゲスト出演（11月4日）。
- FM GENKI『あの日のときめきカフェテラス』- 電話ゲスト出演（2014年11月14日）。
- 湘南ビーチFM『SHONAN BREEZE』（2015年）- ゲスト出演（6月14日）。
- FMヨコハマ『E-ne! 〜good for you〜』（2015年）- ゲスト出演（6月19日）。
- FM-FUJI『Beautilicious Cafe』（2015年）- ゲスト出演（7月25日）。
- レインボータウンFM『Rainbow Hit☆MagicミュージックデリバリーDX』（2017年）- スタジオ公開ゲスト出演（9月2日）。
- ニッポン放送『中村こずえのみんなでニッポン日曜日』（2017年）- ゲスト出演（9月10日）。
- FM PiPi『keiZiroのぬばたまZぷち』- 電話ゲスト出演（2017年9月14日、2018年4月18日、5月9日）。
- FM GENKI『あの日のときめきカフェテラス』（2017年）- スタジオ公開生ゲスト出演（9月15日）。
- FM COCOLO『SUPER J-HITS RADIO』（2017年）- ゲスト出演（9月16日）。
- ラジオ日本『加藤裕介の横浜ポップ』（2017年）-生放送出演（11月27日）
- JFN『フォークスクランブル』（2018年）- 生放送出演（1月14日、5月13日）
- レインボータウンFM『Rainbow Hit☆MagicミュージックデリバリーDX』（2018年）- スタジオ公開ゲスト出演（4月7日、6月2日、10月6日）
- FM cocolo「SUPER J-HITS RADIO」（2018年）-スタジオゲスト出演（4月29日）
- FM草津『愛民のlovemelody』（2018年）-電話ゲスト出演（8月6日）
- このほか、THE ALFEE、大江千里、区麗情、財津和夫、陣内大蔵、豊嶋真千子の担当番組など、多数出演している。

### テレビ
- フジテレビ『夜のヒットスタジオ』第958回（1987年）-「思いがけないSITUATION」（4月22日）。
- フジテレビ『夜のヒットスタジオ』第997回（1988年）-「もう一度夜を止めて」（1月20日）。
- NHK-BS2『LATE SHOW NIGHT』「崎谷健次郎」（1990年）-（4月26日）。
- NHK『LATE SHOW NIGHT』（1990年）-「Because Of Love」（7月27日）。
- フジテレビ『ROCK SHOW』（1992年）-「涙が君を忘れない」「夜明けまでは」。
- テレビ東京『スーパーステージ』（1992年）-「夢の中へ」五十嵐浩晃、陣内大蔵との共演（1月8日）。
- NHK『ポップジャム'93』（1993年）-「泣かなくてもいい」（7月24日）。
- TBSテレビ『輝く!日本レコード大賞』（1993年）-特別賞・服部良一受賞記念、「胸の振子」KATSUMI、楠瀬誠志郎との共演（12月31日）。
- 日本テレビ『M-STAGE』（1994年）-「誰のために雪は降る」（12月20日）。
- NHK-BS2『ベストステージセレクション』「崎谷健次郎」（1995年）-（5月13日）。
- NHK-BS2『崎谷健次郎 with かとうれいこ アコースティック・ライブ in 小淵沢』（1996年）- "ANOTHER SCENE IN RESONARE vol.4"ライヴ収録放映（2月20日）。
- NHK『ときめき・夢サウンド』「小粋にフレンチポップスを」（1996年）-「TOUT,TOUT POUR MA CHERIE（シェリーに口づけ）」（12月8日）。
- NHK総合『スタジオパークからこんにちは』（1997年）-トークゲスト出演。「GET STARTED」「あたたかな陽ざしの中で」（8月26日）。
- テレビ東京系音楽番組『音楽通信』（2000年）-（11月18日）。
- フジテレビ『Folk Days - FOR ALL ACOUSTIC DAYS』第10回「FFAニューイヤースペシャル」（2001年）-「Because Of Love」「愛はいつも」「もう一度夜を止めて」「Love is... beautiful」（2月18日）。
- TBSテレビ『はなまるマーケット』（2001年）-舞台『メーリングドラマ フレンズ Mail@Drama.』公演練習風景インタビュー。
- Net-TV 『松田悟志の遊びにおいでヨ!』第6回（2003年） -トークゲスト出演（6月26日）。
- 日本テレビ『歌スタ!!』（2006年 - 2010年）-ウタイビトハンター。
- TBSテレビ『開運音楽堂』（2013年）- コメント出演（11月23日）。
- TOKYO MX『うたなび!』- ゲスト出演（2013年12月20日、2014年6月20日）。
- tvk『ありがとッ!』（2015年）- ゲスト出演（6月25日）。
- 千葉テレビ『Sシート〜スペシャリストの素顔』（2016年）- ゲスト出演（3月26日）。
- テレビ朝日『お願い!ランキング』（2017年）-音楽審査員（2月2日）。
- TOKYO MX『ミュージック・モア』- 「もう一度夜を止めて」「Because Of Love」。テレビでの生歌は22年ぶり。（2019年12月14日）。

など。